# Karneol

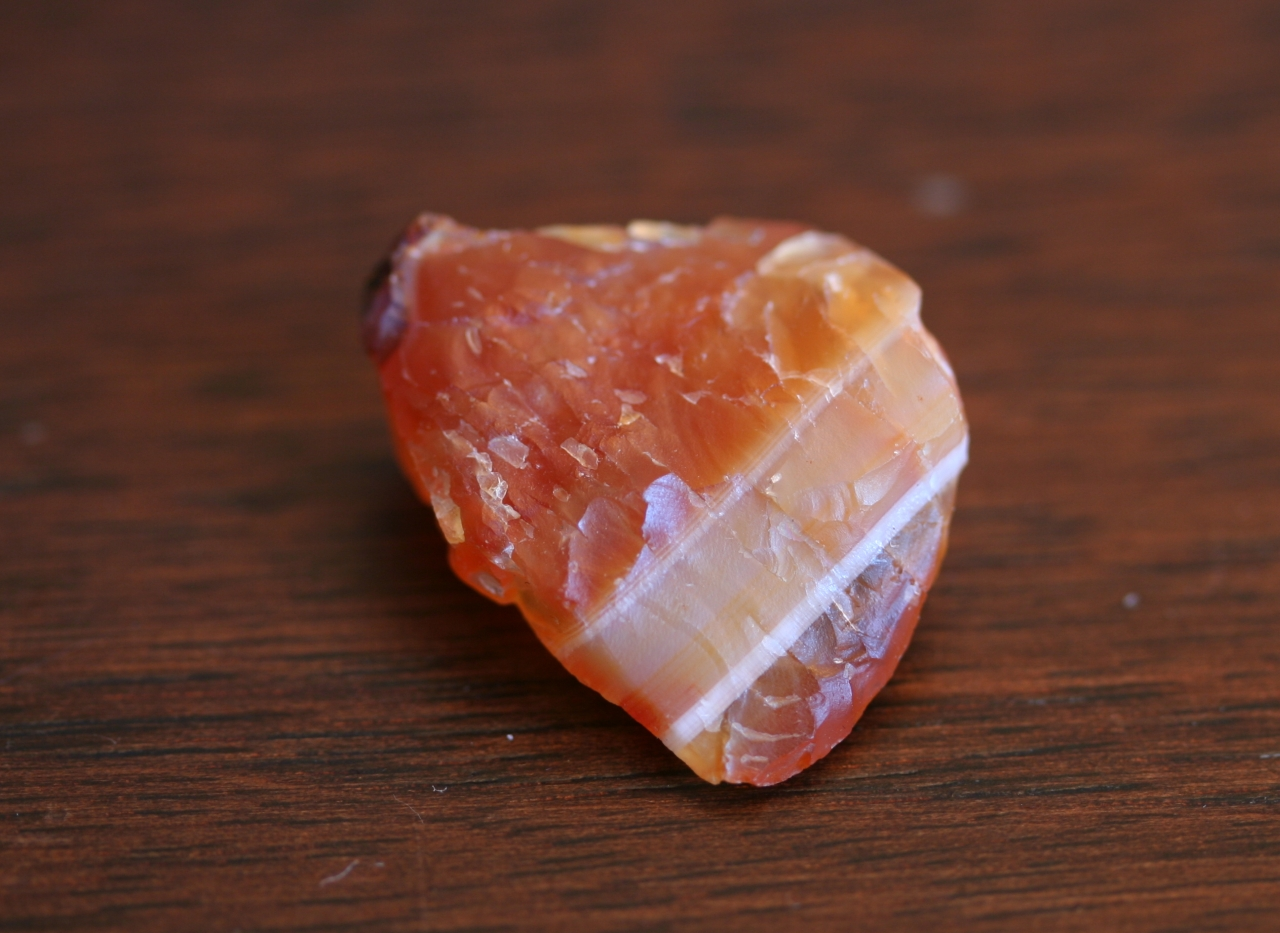
karneol

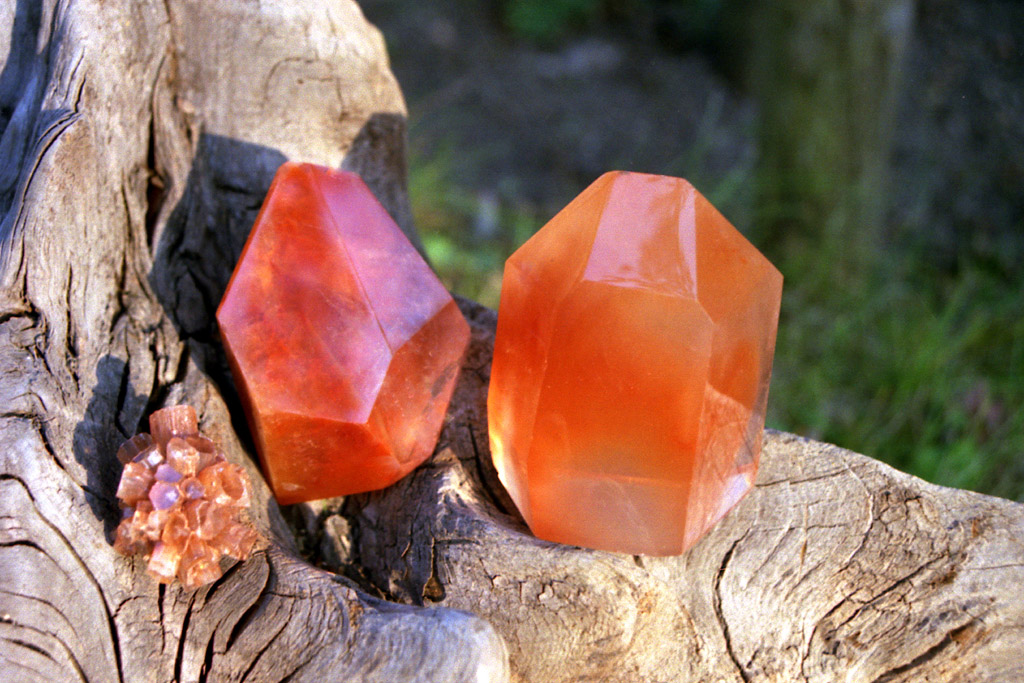
karneol

Karneol, karniol – gemmologiczna nazwa czerwonej, półprzezroczystej odmiany chalcedonu.
Nazwa „karneol” (łac. carneolus) pochodzi prawdopodobnie ze starofrancuskiego cornele = owoc derenia.

## Właściwości
- Wzór chemiczny: SiO2
- Układ krystalograficzny – skrytokrystaliczny, trygonalny
- Twardość w skali Mohsa – 6,5–7
- Łupliwość – brak
- Rysa – biała
- Przełam – nierówny, muszlowy
- Gęstość – 2,6 g/cm3
- Barwa – czerwona, koralowa, koralowoczerwona, brązowokoralowa, brązowa
- Połysk – woskowy

Ponieważ karneol jest nieprzezroczysty, rzadko można w nim zobaczyć wtrącenia. Płynne wtrącenia w kształcie kropli nadają mu lśniący połysk. Karneol wykazuje zdolność do białoniebieskiej fluorescencji w ultrafiolecie. Odmiana pochodząca z Indii świeci zielonkawożółtym światłem. Chromoforem jest w nim kation żelaza(III) – wrostki tlenków i wodorotlenków żelaza (przeważnie goethytu i hematytu). Wskutek podgrzewania barwę można pogłębić.
Większość oferowanych dziś karneoli to barwione i następnie poddawane działaniu wysokiej temperatury agaty. Naturalny karneol pod światło wykazuje pierzasty podział barw, zaś barwiony – sferowość. Bywa mylony z jaspisem.

## Występowanie
W skałach typowych dla chalcedonu.
Miejsca występowania: Egipt, Arabia Saudyjska, Indie – okolice Bombaju (najsłynniejsze wystąpienia na świecie), Brazylia – Rio Grande do Sul, Urugwaj, Kolumbia, Chiny – Tybet, Rumunia – Transylwania, Czechy, Iran, Mongolia.
Polska – w melafirach w okolicy Borówka, Kamiennej Góry, Kłodzka; w kopalni niklonośnego serpentynitu w Szklarach.

## Zastosowanie

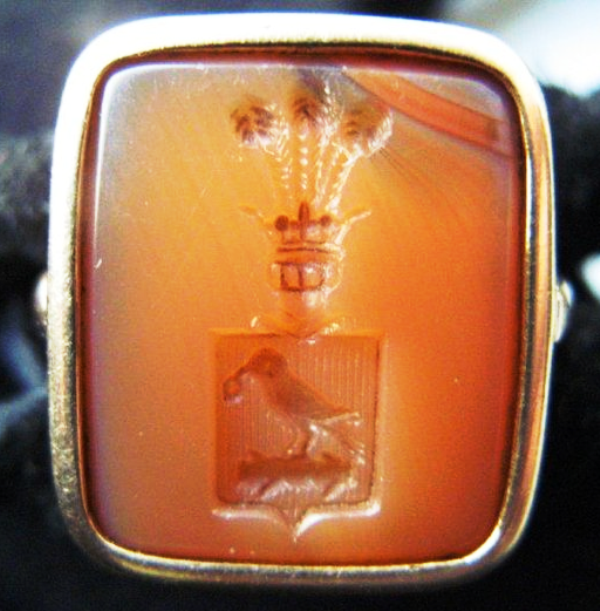
Polski sygnet z herbem Korwin grawerowanym w karneolu

- Jest stosowany w grawerstwie i jubilerstwie do wyrobu wisiorków, korali, gemm. Poszukiwane są kamienie czyste, duże, o wyraźnej barwie czerwonej.
- Stosowany do wyrobu drobnej galanterii użytkowej, tradycyjnie był używany do wyrobu pieczęci.